# Фарста (станція метро)
59°14′36″ пн. ш. 18°05′38″ сх. д. / 59.243333° пн. ш. 18.093889° сх. д.
«Фарста» (швед. Farsta) — станція Зеленої лінії Стокгольмського метрополітену, обслуговується потягами маршруту Т18.
Станція була введена в експлуатацію 4 листопада 1960.

Відстань від станції Слюссен 9.4 км.
Пасажирообіг станції в будень —	10,400 осіб (2019)

Розташування: Фарста Седерорт, Стокгольм
Конструкція: естакадна станція з однією прямою острівною платформою.

## Операції
| Попередня станція    | Лінія | Лінія     | Лінія | Наступна станція      |
| -------------------- | ----- | --------- | ----- | --------------------- |
| Гекараньєн до Альвік |       | Лінія T18 |       | Фарста-странд Кінцева |